# Клаус Кински
Кла́ус Ки́нски (нем. Klaus Kinski, настоящее имя Николаус Карл Гюнтер Накшиньский, нем. Nikolaus Karl Günther Nakszyński; 18 октября 1926 — 23 ноября 1991) — немецкий актёр театра и кино польского происхождения. Отец актрис Полы и Настасьи Кински и актёра Николая Кински. Он играл множество психопатических ролей и благодаря им добился международного признания, став одним из наиболее известных актёров Германии. Наиболее значительными его работами считаются фильмы, снятые в сотрудничестве с режиссёром Вернером Херцогом.

## Биография

### Ранние годы
Родился в Цоппоте (ныне Сопот, Польша) на территории вольного города Данцига (ныне Гданьск, Польша) в бедной семье аптекаря (и неудавшегося оперного певца) Бруно Накшиньского и дочери немецкого пастора Зузанны Лутце. В семье было ещё 3 ребёнка старше его (Инге, Арне и Ханс-Йоахим). В 1931 году семья переехала в Берлин, сняв квартиру на Вартбургштрассе, 3. С 1936 года Николаус посещал гуманитарную гимназию им. принца Генриха в Шенеберге, но был исключен из неё, так как в течение семи месяцев прогуливал занятия. Затем он некоторое время учился в гимназии им. Бисмарка, где его дважды оставляли на второй год. В это время, по собственным воспоминаниям, он подрабатывал рассыльным, чистильщиком обуви, дворником и мойщиком трупов.
Весной 1943 года 16-летний Николаус был призван на военную службу и отправлен в Голландию в военный лагерь Гитлерюгенда. В мемуарах Клаус Кински пишет, что в октябре 1944 года он якобы покинул свою часть, но был пойман и приговорен к смертной казни за дезертирство. Незадолго до казни ему удалось бежать.
В ноябре 1944 года под Арнемом он попал в британский плен, а весной 1945 года был переправлен в Англию в лагерь военнопленных. Провел в плену 1 год и 4 месяца. В лагере военнопленных впервые вышел на самодеятельную сцену. В основном исполнял женские роли.
После освобождения из плена обосновался в Западной Германии. Взял себе псевдоним Клаус Кински (западное прочтение фамилии известного чешского аристократического рода Кинских), играл в провинциальных, затем в берлинских театрах. Прославился в качестве чтеца монологов. Декламировал Ницше, Артюра Рембо, Франсуа Вийона, Курта Тухольского и Новый Завет. Декламации из произведений Гёте, Фридриха Шиллера и Бертольта Брехта вышли более чем на 25 грампластинках, исполнение баллад  Брехта сопровождал игрой на гитаре Инго Инстербург в концертах (Kinski und Guitar Ingo).  В своём передвижном «туре Иисуса» Кински изображал на сцене Иисуса Христа как психопата-авантюриста.

### Кинокарьера
Впервые снялся в кино в 1947 году в фильме «Моритури». Кински много снимался в коммерческих фильмах низкого художественного уровня, объясняя это стремлением больше заработать. Только в 1963 году он сыграл в десяти фильмах. Кински отказывался работать с такими режиссёрами, как Федерико Феллини и Стивен Спилберг, если гонорары в низкопробных фильмах были выше. «Я как проститутка — продаюсь за более высокую цену», говорил он. Исключением стали фильмы «Доктор Живаго» Дэвида Лина и «На несколько долларов больше» Серджо Леоне в 1965 году, а также фильм «Друг-приятель» Билли Уайлдера (1981).
В 1972 году началось сотрудничество Кински с немецким режиссёром Вернером Херцогом, который пригласил его на роль в фильме «Агирре, гнев божий» об экспедиции испанских конкистадоров в джунглях Амазонки. Полубезумный Лопе де Агирре в погоне за властью и богатством готов вести свой отряд на верную смерть. Кински настолько вжился в роль хромого калеки Агирре, что по окончании съёмок ему пришлось проходить длительное лечение — исправлять деформацию позвоночника. После просмотра фильма Кински эту роль признал своей лучшей.
С Херцогом у него сложились непростые отношения, они относились друг к другу крайне враждебно. В промежутке до следующей их совместной работы Кински успел сняться ещё в нескольких фильмах.
В 1978 году Херцог поставил ремейк классического немого фильма Фридриха Мурнау «Носферату. Симфония ужаса» (1922), первой экранизации романа Брэма Стокера про графа Дракулу. В фильме «Носферату — призрак ночи» Кински сыграл вампира, уставшего жить и убивать, страдающего без любви и вызывающего сочувствие.
Следующей работой Кински у Херцога стала роль в экранизации пьесы немецкого драматурга Георга Бюхнера «Войцек». Войцек — полковой цирюльник, которого окружающие изводят насмешками и унижениями. На съёмках Кински, охваченный стремлением вжиться в роль, заболел лихорадкой. В эпизоде, где Войцека избивают, он просил бить его как можно натуральнее; был против дублей, считая их «неискренними».
Фильм «Фицкаральдо» (1981) — о человеке, который хочет построить оперный театр в Южной Америке и в поисках денег отправляется вглубь джунглей. Главную роль должен был играть Джейсон Робардс, который по болезни выбыл из участия в съёмках. Херцог обратился к Марио Адорфу, но тот отказался. Фильм был номинирован на «Золотой глобус», а Херцог получил премию Каннского кинофестиваля. В «Зелёной Кобре» (1988) Кински играет сумасшедшего бандита-работорговца, который приходит к власти в африканском государстве. После этого фильма конфликт с Херцогом сильно обострился, Кински в сердцах называл его Гитлером.
В конце 1990-х годов Херцог снял документальный фильм «Мой любимый враг» о Кински и сложных отношениях между ними.
Режиссёрской работой Кински стал полуторачасовой фильм об итальянском скрипаче Паганини. Сам Кински планировал его как 16-часовую ленту для итальянского телевидения. Ещё во время съёмок «Кобра Верде» он просил Херцога выступить режиссёром. Отказ Херцога усугубил вражду между ними, и Кински отказался дальше сниматься в «Кобра Верде». При его жизни фильм «Паганини» испытывал трудности с выходом в прокат, и Кински расценивал это как злонамеренный саботаж своего творения.

## Личная жизнь
Клаус Кински был женат четыре раза. В 1951 году он познакомился с Гизлиндой Кюльбек  и женился на ней после рождения 23 марта 1952 года дочери Полы. Брак распался в 1955 году. В 1960 году в Берлине он познакомился с 20-летней Рут Бригиттой Токки  и женился на ней. От этого брака 24 января 1961 года у него родилась дочь Настасья. Этот брак был расторгнут в 1968 году. На вечеринке в своём загородном доме в Риме Кински познакомился с 19-летней вьетнамской студенткой Минхой, на которой женился в 1969 году. 30 июля 1976 года у него родился сын Николай. В феврале 1979 года Клаус и Минхой развелись. В 1987—1989 годах Кински был женат на актрисе Деборе Каприольо. Все трое детей стали актёрами, Настасья Кински получила мировую известность.
В жизни Кински отличался эпатажным поведением. Упоминается случай, когда он со сцены бросал канделябры с горящими свечами в публику за её «неблагодарность», в результате чего выгорел театр.
В мемуарах «Ich bin so wild nach deinem Erdbeermund» (1975) Кински в оскорбительном тоне рассказывал о своей семье, его старшие братья назвали сочинение «позорной возмутительной ложью». В автобиографии с порнографическим содержанием «Я жажду любви» (нем. Ich brauche Liebe, англ. Kinski Uncut: The Autobiography of Klaus Kinski, 1987) излагаются разного рода оскорбительные инсинуации в отношении его сестры и дочери Настасьи. Настасья называла его слова клеветой, намереваясь подать судебный иск. Это послужило причиной разрыва отношений с семьёй, на его похороны прибыл только сын Николай. В книге не оставлен без внимания и Херцог, которому адресованы оскорбления и пожелания смерти.
В 1980 году Кински переехал в город Лагунитас, штат Калифорния близ Сан-Франциско. Он умер в 1991 году от инфаркта миокарда в возрасте 65 лет. Его тело было кремировано, а прах развеян в Тихом океане.

## Обвинения в сексуальном насилии над дочерью
В 2013 году дочь Кински Пола выпустила автобиографию «Устами младенца» (нем. Kindermund), в которой заявила, что отец совратил и неоднократно подвергал её сексуальным домогательствам в возрасте от 5 до 19 лет: «Он рассматривал меня как маленький объект удовлетворения своего сексуального вожделения. Я не хотела этого, но ему было всё равно. Он просто клал меня на шёлковые подушки и брал что хотел… …Я хочу, чтобы все знали правду о моём отце, потому что я устала слушать, как люди в Германии прославляют его. Везде я слышу: „Он был такой великий актёр“ и „Я обожаю его в таком-то фильме“, причём эти восхваления только усилились после его смерти».
Младшая дочь Клауса Кински, Настасья, сообщила, что она до слёз шокирована откровениями своей сестры и считает её «героиней».

## Фильмография
- 1947 — Идущие на смерть / Morituri — голландский заключённый
- 1955 — Дети, мать и генерал / Kinder, Mütter und ein General — лейтенант
- 1955 — Людвиг II: Блеск и падение короля / Ludwig II: Glanz und Ende eines Königs — принц Отто
- 1958 — Время любить и время умирать / A Time to Love and a Time to Die — офицер гестапо
- 1961 — Тайна золотых нарциссов / Das Geheimnis der gelben Narzissen — Питер Кин
- 1961 — Странная графиня / Die seltsame Gräfin — душевнобольной
- 1961 — Мёртвые глаза Лондона / Die toten Augen von London — Эдгард
- 1962 — Дверь за семью замками / Die tur mit den 7 sclossern — взломщик Финни
- 1962 — Постоялый двор на Темзе / Das Gasthaus an der Themse — агент полиции
- 1962 — Красный шум / Der rote Rausch — душевнобольной
- 1962 — Тайна красной орхидеи / Das Rätsel der roten Orchidee — Стив
- 1963 — Индийский шарф / Das indische — внебрачный сын лорда
- 1963 — Скотланд Ярд против доктора Мабузе / Scotland Yard jagt Dr. Mabuse — инспектор Ренг
- 1963 — Тайна черной вдовы / Das Geheimnis der schwarzen Witwe — агент Скотленд-Ярда Х13
- 1963 — Чёрный аббат / Der schwarze Abt — Томас Фортуна
- 1964 — Врата для предателей / Das Verrätertor — бандит
- 1964 — Тайна китайской гвоздики / Das Geheimnis der chinesischen Nelke — Эсперансе
- 1964 — Проклятие затерянного склепа / Die Gruft mit dem Rätselschloß — брат Джима (работник на мельнице)
- 1964 — Виннету — сын Инчу-Чуна (II). Трубка мира / Last of the Renegades / Winnetou — 2. Teil — Дэвид Лука
- 1965 — Доктор Живаго / Doctor Zhivago — Костоед
- 1965 — На несколько долларов больше / Per qualche dollaro in piu — Уайлд
- 1966 — Наш человек в Марракеше / Our Man in Marrakesh — наёмник Жан Киль
- 1966 — Тайна жёлтых монахов / Das Geheimnis der gelben Mönche — бандит Капоретти
- 1966 — Карнавал бандитов / Le Carnaval des Barbouzes — бандит Гомес
- 1966 — Цирк страха / Circus of Fear  — бандит Манфред
- 1966 — Золотая пуля / El Chuncho, quien sabe? — Эль Санто
- 1967 — Пять золотых драконов / Five Golden Dragons — Герт
- 1967 — Синяя рука / Die blare hand — братья Дэйв и Ричард
- 1968 — Великое молчание / Il grane silenzio — Локо
- 1969 — Двуликий / A doppia faccia — Джон Александер
- 1969 — Жюстина, или Несчастья добродетели / Justine ovvero le disavventure della — Маркиз де Сад
- 1969 — Венера в мехах / Paroxismus — Può una morta rivivere per amore? — Ахмед Кортобави
- 1969 — Пятеро в аду / 5 per l’inferno — штандартенфюрер Ханс Мюллер
- 1971 — Вечернее шоу / Abendschau (телесериал) — Иисус Христос
- 1971 — Гроб, полный долларов / Per una bara piena di dollari — Хэген
- 1971 — Зверь с холодной кровью / La bestia uccide a sangue freddo — доктор Фрэнсис Клей
- 1972 — Агирре, гнев божий / Aguirre, der Zorn Gottes — Агирре
- 1973 — Смерть улыбается убийце / La morte ha sirriso all’assassino — доктор
- 1974 — Герои в аду / Eroi all’inferno — генерал Кауфманн
- 1974 — Рука, питающая смерть / La mano che nutre la morte — профессор Нижинский
- 1975 — Отпечатки / Le orme — профессор Блэкманн
- 1975 — Главное — любить / L’important c’est d’aimer — Карл-Хайнц Циммер
- 1976 — Золотая ночь / Nuit d’or — Мишель Фурнье
- 1976 — Джек-потрошитель / Jack the Rippе — доктор Деннис Орлофф

- 1977 — Операция «Йонатан» / Entebbe: Operation Thunderbolt — Вильфрид Бёзе
- 1977 — Смерть негодяя / Mort d’un pourri — Николас Томски
- 1978 — Песнь о Роланде / La Chanson de Roland — Роланд и бродячий актёр Клаус
- 1979 — Носферату — призрак ночи / Nosferatu: Phantom der Nacht — Носферату
- 1979 — Войцек / Woyzeck — Войцек
- 1981 — Друг-приятель / Buddy Buddy — доктор Цукерброт
- 1981 — Плоды страсти / Les fruits de la passion — сэр Стефан
- 1982 — Солдат / The Soldier — Драча
- 1982 — Андроид / Android — Даниэль
- 1982 — Фицкарральдо / Fitzcarraldo — Фицкарральдо
- 1982 — Любовь и деньги / Per amore e per denaro — Фредерик Стокинз
- 1984 — Автостопщик / The Hitchhiker — Курт Хоффман (один эпизод)
- 1984 — Маленькая барабанщица / The Little Drummer Girl — Курц
- 1985 — Существо / Creature — Ханс-Руди Хоффнер
- 1985 — Тайный дневник Зигмунда Фрейда / The Secret Diary of Sigmund Freud — доктор Макс Бауэр
- 1986 — Звёздный рыцарь / El Caballero Del Dragon — Боэтиус
- 1986 — Затаившийся / Crawlspace — Карл Гюнтер
- 1987 — Путешественники во времени / Timestalkers — доктор Коул
- 1988 — Зелёная Кобра / Cobra Verde — Франсиско Мануэль да Силва
- 1988 — Носферату в Венеции / Nosferatu a Venezia — Носферату
- 1989 — Паганини / Kinski Paganini — Паганини